# リニアモーターガール
「リニアモーターガール」は、日本のテクノポップユニット・Perfumeのメジャー1stシングル。2005年9月21日に徳間ジャパンコミュニケーションズから発売された。規格品番はTKCA-72902。

## 解説
メジャーデビュー第1作。インディーズ時代から一転して「近未来テクノポップユニット」というコンセプトが強く打ち出された。リード曲の「リニアモーターガール」はインディーズ期のアイドル歌謡曲的な雰囲気が払拭され、エフェクターで加工された没個性的なボーカルが反復する楽曲。のちにリリースされる「コンピューターシティ」「エレクトロ・ワールド」へと続く、通称「近未来三部作」の第1弾である。
カップリング曲の「ファンデーション」は「傷つくことを前提とした恋愛」がテーマ。「コンピューター ドライビング」はそれとは正反対に、内気だった女の子が恋に目覚め、積極的に臨んでいこうとする気構えを歌っている。
「リニアモーターガール」のプロモーションビデオ(PV)はインディーズ期のカラフルな映像から一変。メンバーの衣装は黒で統一され、メイクの質感もあいまってサイボーグを思わせる姿に。超スロー再生した曲に合わせた緩慢なダンスを撮影し、それを本来の速度で再生することで映像のコマを飛ばして、ロボット的な「ぎこちなさ」を強調する演出がなされた。
衣装はhideのスタイリストだった高橋恵美が手がけた。
初回盤のみ、特典としてオリジナルトレーディングカード付属。
あ〜ちゃんはこの曲について、「本当はバラードを歌いたかったのに、曲はピコピコしてるし歌詞は訳が分からない。性に合わない、（自分たち）らしくないと思った。だけど何とか良いところを見つけて歌うよう努力した」と語っている。

## 収録曲
全曲、作詞：木の子、作曲・編曲：中田ヤスタカ。
| #         | タイトル                       | 作詞  | 作曲・編曲 | 時間 |
| --------- | ------------------------------ | ----- | ---------- | ---- |
| 1.        | 「リニアモーターガール」       |       |            | 4:06 |
| 2.        | 「ファンデーション」           |       |            | 3:34 |
| 3.        | 「コンピュータードライビング」 |       |            | 4:23 |
| 合計時間: | 合計時間:                      | 12:03 |            |      |

## タイアップ
- リニアモーターガール
  - フジテレビ「志村通」エンディングテーマ[3]
- コンピュータードライビング
  - よみうりテレビ「スタぴか!」エンディングテーマ [4]